# 梅利德 (提契諾州)

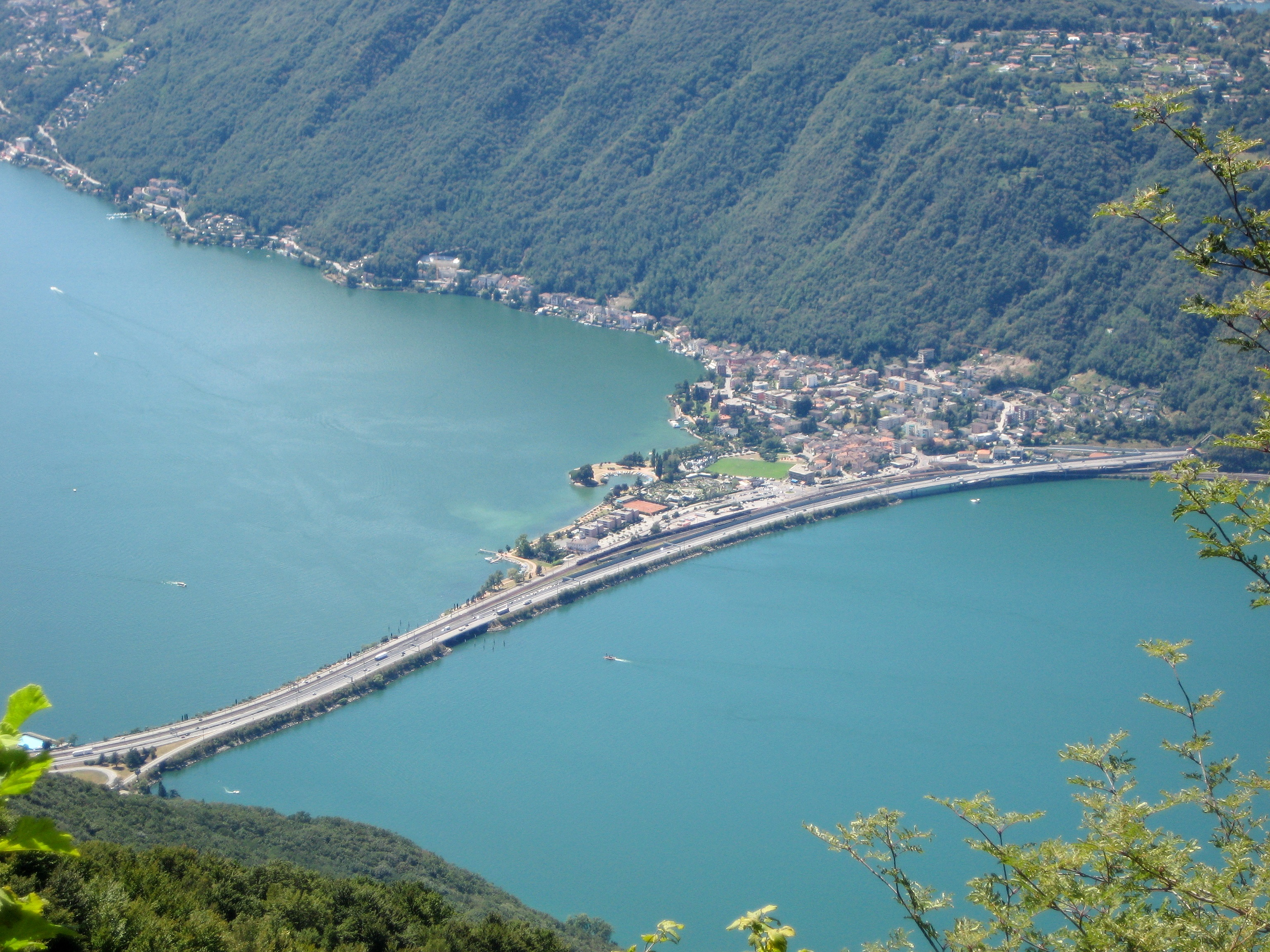

梅利德是瑞士的城鎮，位於該國南部，由提契諾州負責管轄，面積1.67平方公里，海拔高度279米，2011年人口1,658，八成人口信奉羅馬天主教，人口密度每平方公里993人。

## 外部連結
- Official website （页面存档备份，存于） （意大利文）
- Web site of Swissminiatur （页面存档备份，存于）